# كيم سونغ-سن
كيم سونغ-سن (هانغل: 김성선) هو لاعب كرة قدم كوري شمالي في مركز الوسط، ولد في 31 ديسمبر 1995 في آيتشي في اليابان. لعب مع FC Ryukyu ‏.

## وصلات خارجية
- كيم سونغ-سن على موقع الاتحاد الدولي (مؤرشف)  (الإنجليزية)
- كيم سونغ-سن على موقع رابطة كرة القدم اليابانية للمحترفين (اليابانية)
- كيم سونغ-سن على موقع قاعدة بيانات كرة القدم.إي يو (الإنجليزية)
- كيم سونغ-سن على موقع Soccerway.com (الإنجليزية)